# Station Blackwater
Blackwater is een spoorwegstation van National Rail in Blackwater, Hart in Engeland. Het station is eigendom van Network Rail en wordt beheerd door Great Western Railway.